# Reinhold Hanisch
Reinhold Hanisch (Bohemia, 27 de enero de 1884 - Viena, 2 de febrero de 1937) fue un trabajador emigrante austriaco y socio ocasional del joven Adolf Hitler. Hanisch, que publicó numerosos artículos sobre Hitler y con el que había vivido en 1910, es uno de los pocos testigos de los años vieneses de Hitler junto a August Kubizek.

## Primeros años (1884–1911)
Asistió a la escuela primaria en su tierra natal. Procedía de una familia de la baja nobleza, pero sus padres se empobrecieron y acabaron en la miseria. A pesar de proceder de una familia aristocrática, se empleó a sí mismo como trabajador ocasional y sirviente doméstico. En 1907 fue encarcelado en Berlín durante tres meses por robo y, en 1908, fue condenado a seis meses de prisión. En otoño de 1909 llegó a Viena, donde trabajó como criado. El 21 de diciembre de 1909, conoció a Hitler en el albergue para indigentes de Meidling, en Viena, donde vivía. En 1910, Hanisch vivió con Hitler en el dormitorio masculino de la Meldemannstraße, a quien tomó bajo su protección. Durante los primeros meses de 1910 constituyeron una especie de sociedad Hitler-Hanisch: mientras Hitler pintaba postales y cuadros, sobre todo acuarelas, Hanisch se encargaba de venderlas. Ambos se repartían las sumas recibidas a partes iguales.
Finalmente, Hitler se separó de Hanisch, acusándole de vender uno de sus cuadros (una vista del Parlamento de Viena) y quedarse con todo el dinero de la venta. Hanisch negó esta acusación. Para asegurarse una nueva fuente de ingresos, Hanisch empezó a pintar y se convirtió en su competidor. Hanisch suministraba cuadros y postales, entre otros productos, al comerciante judío Jakob Altenberg.
El 4 de agosto de 1910, Siegfried Löffner, vendedor de las pinturas de Hitler, denunció a Hanisch a la policía por, supuestamente, haberle robado dinero. La policía vienesa descubrió que Hanisch estaba empadronado en Viena con el nombre falso de Fritz Walter. El 11 de agosto de 1910, un tribunal vienés lo condenó a siete días de prisión.

## Años posteriores (1912–1937)
En 1912, Hitler fue denunciado a la policía por una persona anónima por usar indebidamente el título de «pintor académico», y se le advirtió que no lo utilizara en el futuro. Probablemente fue Hanisch quien denunció a Hitler a instancias de Karl Leidenroth, que también vivía en el dormitorio masculino y era amigo suyo.
El 5 de agosto de 1912, Hanisch abandonó Viena para regresar a Gablonz. De 1914 a 1917 luchó en la Primera Guerra Mundial. El 4 de julio de 1918 regresó a Viena con su prometida, Franziska Bisurek, y el 22 de julio se casaron. Vivieron en Rauschergasse 19, distrito XX. La casa pertenecía a los padres de un revisor de ferrocarril, Franz Feiler, coleccionista de cuadros, para quien Hanisch obtuvo varias fotografías.
El 20 de julio de 1923, Hanisch fue condenado por el tribunal de distrito de Viena a tres meses de prisión por robo. Hanisch se divorció el 17 de abril de 1928. A partir de 1930, trabajó como pintor. Produjo acuarelas que vendía como supuestas obras de Hitler de sus años en Viena. A menudo pintaba cuadros de flores al estilo de la pintora Olga Wisinger-Florian, que vendía como originales de Hitler. Para encubrir el fraude, hizo que su amigo Karl Leidenroth autentificara las falsificaciones. Sin embargo, el 7 de mayo de 1932, Hanisch fue condenado a tres días de cárcel.
Con el nombramiento de Hitler como canciller en la primavera de 1933, Hanisch pasó a ser objeto de interés. El periodista bávaro y antinazi Konrad Heiden, que estaba escribiendo la primera biografía autorizada de Hitler, se puso en contacto con Hanisch, que era en aquel momento el único testigo conocido del periodo vienés de Hitler. Hanisch proporcionó información a cambio de una buena remuneración. En los años siguientes, Hanisch ganó dinero con numerosas entrevistas en periódicos nacionales e internacionales. Las memorias póstumas de Hanisch sobre Hitler aparecieron en 1939 en The New Republic .
Aunque Franz Feiler, hijo del antiguo casero de Hanisch, era amigo de este, Feiler actuaba desde 1933 como emisario vienés de Hitler, en cuyo nombre compraba cuadros auténticos y falsos del Führer en Viena y los llevaba a Alemania. Allí eran destruidas o trasladadas a los archivos del Partido Nazi en Múnich. En Pascua de 1933, en Berchtesgaden, Feiler entregó a Hitler algunas de las «fotos de Hitler» de Hanisch. Hitler reconoció que eran falsificaciones y ordenó a Feiler que presentara una denuncia por fraude contra Hanisch. Feiler siguió las instrucciones de Hitler y, el 6 de julio de 1933, denunció a Hanisch por fraude. Tras pasar varios meses en prisión, Hanisch siguió falsificando obras de Hitler.
El 16 de noviembre de 1936 fue detenido. Durante el registro de su habitación de alquiler, la policía encontró, además de manuscritos sobre Hitler, más falsificaciones del Führer. El 2 de diciembre de 1936, el tribunal regional de Viena lo condenó a prisión por fraude. Hanisch murió probablemente en febrero de 1937 mientras estaba detenido. Las falsificaciones de Hanisch ocuparon al personal de Hitler durante años después de su muerte. El 21 de octubre de 1942, Hitler ordenó a Heinrich Himmler que destruyera tres fotos falsas de Hitler, así como otros documentos.

## Las declaraciones de Hanisch sobre Hitler
Hanisch afirmó que Hitler tenía una marcada aversión al trabajo. En particular, Hanisch rebatió la afirmación de Hitler en Mein Kampf de que se había ganado la vida en Viena como obrero: «Nunca le he visto hacer un trabajo duro; sin embargo, he oído que había trabajado como obrero de la construcción. Los contratistas solo emplean a gente fuerte y trabajadora ».
Hanisch sostenía que, en sus discursos, Hitler se había opuesto repetidamente al Partido Socialdemócrata y, a diferencia de los demás residentes del asilo de hombres, siempre se había puesto del lado del Estado.
Hanisch también subrayó que Hitler mantenía una buena relación con los judíos de la casa. Según este relato, Hitler solía relacionarse casi exclusivamente con judíos y su mejor amigo en el hogar era el limpiador de cobre judío Josef Neumann. Otro amigo judío era Simon Robinsohn, un ayudante de cerrajero tuerto natural de la ciudad de Lesko, en Galicia. La veracidad de estas afirmaciones ha sido verificada por historiadores.
Según Hanisch, Hitler se dedicó a hacer dinero con otro residente de la residencia de Meldemannstrasse, Josef Greiner. 
En el libro La mente de Adolf Hitler, Hanisch relata: «Nunca fue un trabajador ardiente; era incapaz de levantarse por la mañana, tenía dificultades para ponerse en marcha y parecía sufrir una parálisis de la voluntad».

## Muerte
Según los registros de las autoridades vienesas, Hanisch murió de un ataque cardíaco el 2 de febrero de 1937, después de dos meses de encarcelamiento en Viena. El biógrafo de Hitler, Joachim Fest, afirma que Hitler hizo asesinar a Hanisch.